# Sahale Mountain
Sahale Mountain ist ein gezackter, vergletscherter Berg, im Norden von Washington. Der Gipfel von Sahale Mountain wird auch als Sahale Peak bezeichnet. Er liegt nur 0,48 km südlich seines höheren Nachbarn, des Boston Peak, und der Sattel zwischen den beiden ist nur 24 m niedriger als der Gipfel des Sahale Mountain. Der Quien-Sabe-Gletscher liegt westlich dieses zwischen den beiden Gipfeln liegenden Grates, während der Davenport-Gletscher in einem Kar, östlich des Grates und über dem Horseshoe Basin liegt. Der Sahale Glacier liegt südlich des Gipfels und östlich des Sahale Arms, eines Grates, welcher sich südwestlich von Sahale bis zum Cascade Pass erstreckt.

## Besteigung
Der Sahale Peak ist für seine Panorama-Aussichten bekannt und beliebt bei Bergsteigern. Die am wenigsten befestigte Route folgt dem Sahale Arm vom Cascade Pass Trail zum Sahale-Gletscher. Von dort an gibt es einen Klasse  3–4 Aufstieg zum Gipfel. Eine andere Option ist vom Sahale Arm auf den Quien Sabe Glacier, um danach vom Gletscher auf den nördlich gelegenen Kamm zu steigen. Der Aufstieg auf den Kamm ist ebenso in Klasse 3–4 einzuordnen, besitzt aber Strecken mit losen Steinen und steil abfallende Hänge. Der Cascade Pass und der Sahale Arm können westlich von Marblemount aus und von Osten über einen Wanderweg entlang des Stehekin River von Stehekin aus erreicht werden.